# Llista de càrrecs funcionarials de l'Antic Egipte
Els funcionaris de l'antic Egipte apareixen esmentats com a tals per primera vegada durant la primera dinastia. Una gran part de la població egípcia descriu el seu càrrec i funcions en la seva tomba i també s'esmenten els càrrecs en diversos monuments i documents escrits. Els càrrecs que es descriuen aquí són principalment de caràcter polític, funcionariat administratiu, judicial i policial, graus militars i càrrecs sacerdotals.

## Llista
Aquesta llista de títols, ordenada alfabèticament, inclou els principals càrrecs del govern. S'han trobat descripcions de diversos de títols, però la majoria només apareixen inscrits una única vegada, i son pocs els que s'esmenten diverses vegades. Aquests càrrecs representen l'estructura social i l'organització política de l'antic Egipte.
| K3 · N36 |

| K3 · N36 |

| bit · t | xtm |

| bit · t | xtm |

| bit · t | S19 |

| bit · t | S19 |

| H | Xr | b |

| H | Xr | b |

| H | Xr | b | Hr · tp |

| H | Xr | b | Hr · tp |

| W5 | Hr · tp |

| W5 | Hr · tp |

| D1 · T28 | M23 · X1 |

| D1 · T28 | M23 · X1 |

| F4 · D36 |

| F4 · D36 |

| F4 | X1 · D36 |

| F4 | X1 · D36 |

| F4 · D36 | A1 · N35 | R14 | X1 · X1 · N25 | O49 · X1 · Z1 |

| F4 · D36 | A1 · N35 | R14 | X1 · X1 · N25 | O49 · X1 · Z1 |

| F4 · D36 | N35 | O49 · X1 · Z1 |

| F4 · D36 | N35 | O49 · X1 · Z1 |

| HAt · a | n · kAp · n | Z4 · N25 |

| HAt · a | n · kAp · n | Z4 · N25 |

| U36 | G29 | () | E18 | O48 · O49 |

| U36 | G29 | () | E18 | O48 · O49 |

| R8 | U36 |

| R8 | U36 |

| nTr | N42 · t | Ba15 | n · t | i | mn · n | Ba15a |

| nTr | N42 · t | Ba15 | n · t | i | mn · n | Ba15a |

| nTr | Hm | T8 | n | i | mn · n |

| nTr | Hm | T8 | n | i | mn · n |

| D2 | U29 |

| D2 | U29 |

| N1 | D33 · N35 | M17 | M17 | X1 | A1 · Z2 |

| N1 | D33 · N35 | M17 | M17 | X1 | A1 · Z2 |

| N21 · N35 · D4 | G17 | O1 · Z1 | A1 |

| N21 · N35 · D4 | G17 | O1 · Z1 | A1 |

| m&r | xtm · t |

| m&r | xtm · t |

| m&r | a · Xn | nw · t | y |

| m&r | a · Xn | nw · t | y |

| m&r | xtm · t | G4 |

| m&r | xtm · t | G4 |

| m&r | kA · t | nb · t | n · t | sw | t · n |

| m&r | kA · t | nb · t | n · t | sw | t · n |

| m&r | A12 | Z3 |

| m&r | A12 | Z3 |

| m&r | niwt | t · Z1 |

| m&r | niwt | t · Z1 |

| m&r | sw | G4 · t |

| m&r | sw | G4 · t |

| m&r | pr |

| m&r | pr |

| m&r | pr | HD | pr |

| m&r | pr | HD | pr |

| m&r | pr · HD | pr · HD |

| m&r | pr · HD | pr · HD |

| m&r | pr · wr |

| m&r | pr · wr |

| m&r | rw | i | i | t · pr |

| m&r | rw | i | i | t · pr |

| m&r | V16 · V16 · V16 | M26 |

| m&r | V16 · V16 · V16 | M26 |

| m&r | N25 | R13 |

| m&r | N25 | R13 |

| m&r | O51 | O51 |

| m&r | O51 | O51 |

| F20 | O51 · X1 · Z4 | O1 · O1 · N35 | M17 | Y5 · N35 |

| F20 | O51 · X1 · Z4 | O1 · O1 · N35 | M17 | Y5 · N35 |

| r · zAb | F1 · t | wr · r |

| r · zAb | F1 · t | wr · r |

| m&r | wp · p · t · mDAt |

| m&r | wp · p · t · mDAt |

| r · p · a |

| r · p · a |

| nTr | i | t · f |

| nTr | i | t · f |

| O28 | A19 | A1 |

| O28 | A19 | A1 |

| S43 | A19 | A1 |

| S43 | A19 | A1 |

| sw | t · T7 |

| sw | t · T7 |

| M23 · X1 | zA |

| M23 · X1 | zA |

| M23 · X1 | zA | n · k · S | T14 | N25 |

| M23 · X1 | zA | n · k · S | T14 | N25 |

| zAb |

| zAb |

| G39 | N36 · I9 | A1 |

| G39 | N36 · I9 | A1 |

| S38 | D32 | G25 |

| S38 | D32 | G25 |

| s | m |

| s | m |

| s | t | m |

| s | t | m |

| S29 | U23 |

| S29 | U23 |

| S29 | U23 |

| S29 | U23 |

| s | Ab | wa · t · Z1 |

| s | Ab | wa · t · Z1 |

| Y3 | M23 |

| Y3 | M23 |

| G47 | S37 | D2 · Z1 | R14 | N35 | M23 |

| G47 | S37 | D2 · Z1 | R14 | N35 | M23 |

| G47 | X1 · Z1 |

| G47 | X1 · Z1 |

| V13 · X1 |

| V13 · X1 |

| wr · r | M28 |

| wr · r | M28 |

| wr | sxm | U25 |

| wr | sxm | U25 |

| wr | sxm | U25 | m | pr · pr |

| wr | sxm | U25 | m | pr · pr |

| A21 | n | mi | a · m | niwt |

| A21 | n | mi | a · m | niwt |